# ئی‌ام‌ال سالو (ام۳۱۲)
ئی‌ام‌ال سالو (ام۳۱۲) (به انگلیسی: EML Sulev (M312)) یک کشتی است که طول آن 47.1 m می‌باشد. این کشتی در سال ۱۹۵۷ ساخته شد.